# Alfredo Castro
Alfredo Arturo Castro Gómez (Santiago de Chile, 1955) é um  diretor, roteirista e ator de teatro, televisão e cinema chileno.
Estudou no Departamento de Teatro da Faculdade de Artes da Universidade do Chile. Em 1977, recebeu o Prêmio APES da Associação de Jornalistas de Espetáculos do seu país.   
Entre 1978 e 1981 trabalhou na Companhia Teatro Itinerante. 
Em 1982, inicia uma extensa carreira televisiva, na Televisão Nacional do Chile.
En 1983 recebe uma bolsa de estudos do British Council, para aperfeiçoar-se  em Londres, na The London Academy of Music and Dramatic Arts. En 1989 recebe outra bolsa de estudos, desta vez do governo francês, para aperfeiçoar-se em direção teatral, em Paris, Estrasburgo e Lyon. Regressa ao Chile no mesmo ano e funda a Companhia de Teatro La Memoria.
No teatro da Pontifícia Universidade Católica do Chile, realiza Theo e Vicente cegados pelo sol e O Rei Lear. No Teatro Nacional da Universidade do Chile montou  A Catedral da Luz  e Casa de Luna. 
Com Ramón Griffero, Marco Antonio de la Parra, Mauricio Celedón, Andrés Pérez, Ariel Dorfman e
Andrés del Bosque, entre outros, Alfredo Castro funda um novo modelo de teatralidade no Chile – o teatro pós-moderno - que se insere na resistência cultural ao regime autoritário de Pinochet. 

## Filmografia

### Cinema
| Ano  | Título                 | Papel                    | Diretor(es)           | Notas | Ref(s) |
| ---- | ---------------------- | ------------------------ | --------------------- | ----- | ------ |
| 2006 | Fuga                   | Claudio                  | Pablo Larraín         |       | [ 2 ]  |
| 2008 | Toni Manero            | Raul Peralta             | Pablo Larraín         |       | [ 3 ]  |
| 2010 | Post Mortem            | Mario Cornejo            | Pablo Larraín         |       | [ 4 ]  |
| 2012 | No                     | Lucho Guzman             | Pablo Larraín         |       | [ 5 ]  |
| 2012 | È stato il figlio      | Busu                     | Daniele Ciprì         |       | [ 6 ]  |
| 2012 | Carne de Perro         |                          | Fernando Guzzoni      |       | [ 7 ]  |
| 2013 | Il mondo fino in fondo | Lucho, motorista de táxi | Alessandro Lunardelli |       | [ 8 ]  |
| 2013 | Las niñas Quispe       | Fernando                 | Sebastián Sepúlveda   |       | [ 9 ]  |
| 2015 | O Clube                | Padre Vidal              | Pablo Larraín         |       | [ 10 ] |
| 2015 | Desde allá             | Armando                  | Lorenzo Vigas         |       | [ 11 ] |
| 2016 | Neruda                 | Gabriel González Videla  | Pablo Larraín         |       | [ 12 ] |
| 2017 | La cordillera          | Desiderio García         | Santiago Mitre        |       | [ 13 ] |
| 2017 | Los Perros             | Juan                     | Marcela Said          |       | [ 14 ] |

## Prêmios

### Prêmio APES (Asociación de periodistas de espectáculos, arte y cultura de Chile)
- 1990, como Melhor ator de Televisão.
- 1992, como Melhor diretor de Teatro.
- 1996, como Melhor ator de Teatro.
- 1998, como Melhor ator principal de Televisão.
- 1999, como Melhor diretor de Teatro.
- 2000, como Melhor diretor de Teatro.
- 2002, como Melhor diretor de Teatro.

### Premio Altazor de las Artes Nacionales
- 2005, em Teatro e Direção.

### Turin Film Festival
- 2008, pela melhor atuação masculina (em Tony Manero)

### Festival del Nuevo Cine Latinoamericano de La Habana
- 2008 Melhor ator. [15] [16]